# Оруджев Сабіт Атайович
Сабіт Атайович Оруджев (31 травня 1912, місто Баку, тепер Азербайджан — 20 квітня 1981, місто Москва) — радянський державний діяч, міністр газової промисловості СРСР, голова Ради народного господарства Азербайджанської РСР. Кандидат у члени ЦК КПРС у 1976—1981 роках. Член ЦК КПРС у 1981 році. Депутат Верховної Ради СРСР 3-го, 5-го, 9—10-го скликань. Герой Соціалістичної Праці (16.05.1980). Кандидат технічних наук (1943). Доктор технічних наук (1962), професор (1966). Член-кореспондент Академії наук Азербайджанської РСР Азербайджану (з 1967 року).

## Життєпис
Народився 18 (31) травня 1912 року в місті Баку в родині робітника. З 1928 року працював сільським учителем в селищах Шіразлу і Хізи Азербайджанської РСР.
У 1936 році закінчив Азербайджанський індустріальний інститут.
У 1936—1938 роках — механік компресорної станції, помічник майстра, майстер з видобутку нафти 5-го промислу тресту «Орджонікідзенафта» міста Баку Азербайджанської РСР.
У 1938—1939 роках — секретар Шаумяновського районного комітету ЛКСМ Азербайджану міста Баку.
Член ВКП(б) з 1939 року.
У 1939—1946 роках — заступник завідувача 1-го промислу, завідувач 9-го промислу, керуючий тресту «Орджонікідзенафта»; заступник начальника об'єднання «Азнафта»; керуючий трестами «Сталіннафта» і «Бузовнинафта» міста Баку Азербайджанської РСР.
У 1946—1948 роках — головний інженер об'єднання «Краснодарнафта» Краснодарського краю РРФСР.
У 1948—1949 роках — начальник об'єднання «Азнафторозвідка».
У 1949—1953 роках — начальник Головного управління з розвідки та розробки морських родовищ нафти («Головморнафти») Міністерства нафтової промисловості СРСР. У 1953—1955 роках — начальник Головного управління з видобутку нафти в західних районах (Головзахіднафтовидобутку) Міністерства нафтової промисловості СРСР.
У 1955—1957 роках — заступник міністра нафтової промисловості СРСР.
6 червня 1957 — 30 серпня 1959 року — голови Ради народного господарства Азербайджанської РСР — заступник голови Ради міністрів Азербайджанської РСР.
У 1959—1962 роках — постійний представник Ради міністрів Азербайджанської РСР при Раді міністрів СРСР.
З січня 1962 по червень 1963 року — заступник голови Державного комітету Ради Міністрів СРСР (Державного комітету при Держплані СРСР) із паливної промисловості. З червня 1963 по січень 1964 року — заступник голови Державного комітету з хімічної і нафтової промисловості при Держплані СРСР. У 1964—1965 роках — 1-й заступник голови Державного комітету нафтовидобувної промисловості при Держплані СРСР.
З жовтня 1965 по червень 1970 — 1-й заступник міністра нафтовидобувної промисловості СРСР. З червня 1970 по вересень 1972 — 1-й заступник міністра нафтової промисловості СРСР.
20 вересня 1972 — 20 квітня 1981 року — міністр газової промисловості СРСР.
За великі заслуги перед Радянською державою в розвитку нафтової і газової промисловості Указом Президії Верховної Ради СРСР від 16 травня 1980 року Оруджеву Сабіту Атайович присвоєно звання Героя Соціалістичної праці з врученням ордена Леніна і золотої медалі «Серп і Молот».
Помер 20 квітня 1981 року. Похований в місті Москві на Новодівочому цвинтарі (ділянка 2).

## Нагороди і звання
- Герой Соціалістичної Праці (16.05.1980)
- три ордени Леніна (6.02.1942, 19.03.1959, 16.05.1980)
- орден Жовтневої Революції (25.08.1971)
- чотири ордени Трудового Червоного Прапора (27.04.1940, 8.05.1948, 23.05.1966, 5.03.1976)
- медаль «За трудову доблесть» (31.07.1953)
- медаль «За трудову відзнаку» (15.05.1951)
- медаль «За доблесну працю у Великій Вітчизняній війні 1941—1945 рр.»
- медалі
- Ленінська премія (1970) — за розробку і впровадження високоефективних комплексних техніко-технологічних рішень, що забезпечили прискорений розвиток видобутку нафти в Тюменській області
- Сталінська премія ІІІ ст. (1950) — за розробку і впровадження ефективного методу збільшення видобутку нафти
- Сталінська премія І ст. (1951) — за відкриття і освоєння морських нафтових родовищ